# Rollo Beck
Rollo Howard Beck (1870-1950), ornitólogo y explorador estadounidense.
Durante todo un año, a partir de septiembre de 1904, una expedición de la Academia de Ciencias de California, al mando de Rollo Beck, estuvo en Islas Galápagos coleccionando material científico en áreas de geología, entomología, ornitología, botánica, zoología y herpetología.
En 1920, Beck y su esposa Ida realizaron un viaje por el océano Pacífico para coleccionar especímenes de aves para el Museo Americano de Historia Natural. La expedición fue financiada por Harry Payne Whitney. El matrimonio regresó a Estados Unidos en 1929 con más de 40.000 pieles de aves y una gran colección antropológica. Beck cazó el último Caracara de Guadalupe conocido.
- Datos: Q3440516
- Multimedia: Rollo Howard Beck / Q3440516